# Ржавец (Гомельский район)
Ржавец (бел. Ржаве́ц) — посёлок в Поколюбичском сельсовете Гомельского района Гомельской области Республики Беларусь.

## География

### Расположение
В 6 км на север от Гомеля.

## Гидрография
На севере мелиоративный канал.

## Транспортная сеть
Транспортные связи по просёлочной, затем автомобильной дороге Остров — Гомель. Планировка состоит из короткой прямолинейной улицы, ориентированной с юго-запада на северо-восток и застроенной двусторонне деревянными домами усадебного типа.

## История
Основан в начале XX века переселенцами из соседних деревень. В 1926 году в Лопатинском сельсовете Гомельского района Гомельского округа. В 1931 году жители вступили в колхоз. В составе коллективно-долевого хозяйства «Лопатинское» (центр — деревня Лопатино).

## Население

### Численность
- 2004 год — 31 хозяйство, 78 жителей.

### Динамика
- 1926 год — 21 двор, 116 жителей.
- 1959 год — 160 жителей (согласно переписи).
- 2004 год — 31 хозяйство, 78 жителей.